# Natasha Lacy
Natasha Lacy (El Paso, 8 luglio 1985) è un'ex cestista statunitense, professionista nella WNBA.

## Carriera
È stata selezionata dalle Detroit Shock al secondo giro del Draft WNBA 2008 (28ª scelta assoluta).